# Actinodaphne scleroptera
Actinodaphne scleroptera là loài thực vật có hoa trong họ Nguyệt quế. Loài này được Miq. miêu tả khoa học đầu tiên năm 1858.